# Nghệ thuật Ý
Nghệ thuật Ý được phát triển trong bán đảo Ý kể từ thời tiền sử. Trong Đế quốc La mã, Ý là trung tâm của một nền văn hóa nghệ thuật, lần đầu tiên tạo ra một ngôn ngữ đồng nhất phổ quát cho thế giới châu Âu và Địa Trung Hải. Trong một số thời kỳ, Ý là đất nước nghệ thuật tiên tiến nhất của Châu Âu.

## La Mã cổ đại

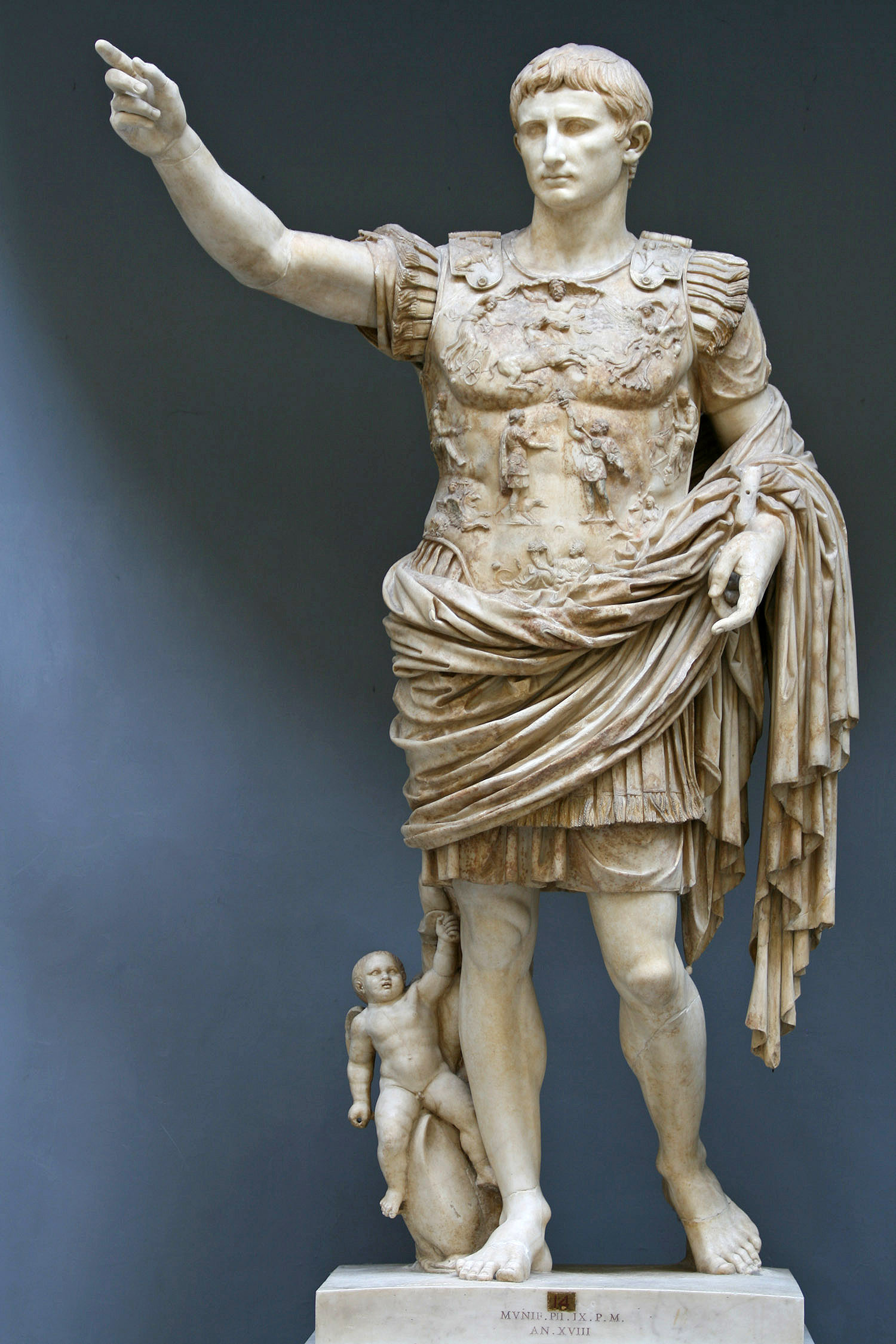
Bức tượng của Augusto loricato

Người La Mã đã phát triển nền văn hóa nghệ thuật đặc biệt của riêng họ sau Chiến tranh Punic và nhờ sự chinh phục của các thành phố Magna Grecia và Hy Lạp, nó bị ảnh hưởng sâu sắc bởi Nghệ thuật Hy Lạp. Người La Mã đã tự tạo cho mình một cảm giác về sự tiếp nối của chủ nghĩa cổ điển Hy Lạp, ngay cả khi có sự khác biệt đáng kể. Trong kiến trúc có một sự phát triển phi thường của các kỹ thuật xây dựng cho phép xây dựng các khu phức hợp hoành tráng vĩ đại; bức tranh và tác phẩm điêu khắc được lấy cảm hứng từ Nghệ thuật Hy Lạp, nhưng sự đóng góp của các gốc phổ biến và Italic cũng cho phép sự ra đời của các hình thức nghệ thuật mới không thực hành bởi người Hy Lạp, chẳng hạn như cứu trợ lịch sử và chân dung.
Một phần nhỏ bán đảo được rải rác với phần còn lại của thời La Mã, với những kho tàng nghệ thuật quan trọng, cũng như tất nhiên ở Rome, ở Verona, ở Brescia, Benevento, Palestrina, Tivoli, v.v. Các thành phố duy nhất bị chôn vùi bởi sự phun trào của Vesuvius vào năm 79 sau Công nguyên là Pompeii, Herculaneum và Stabia.
Trong thời kỳ cổ đại cuối cùng, hiện tại nghệ thuật tỉnh La mã và plebe art plebeian của nghệ thuật La Mã, đặc trưng bởi các quy ước đơn giản và chống tự nhiên, xuất hiện trong các di tích chính thức. Truyền thống này, đã phá vỡ dứt khoát với Địa Ngục, là nền tảng của nghệ thuật Kitô giáo đầu và thời trung cổ.

## Rinascimento

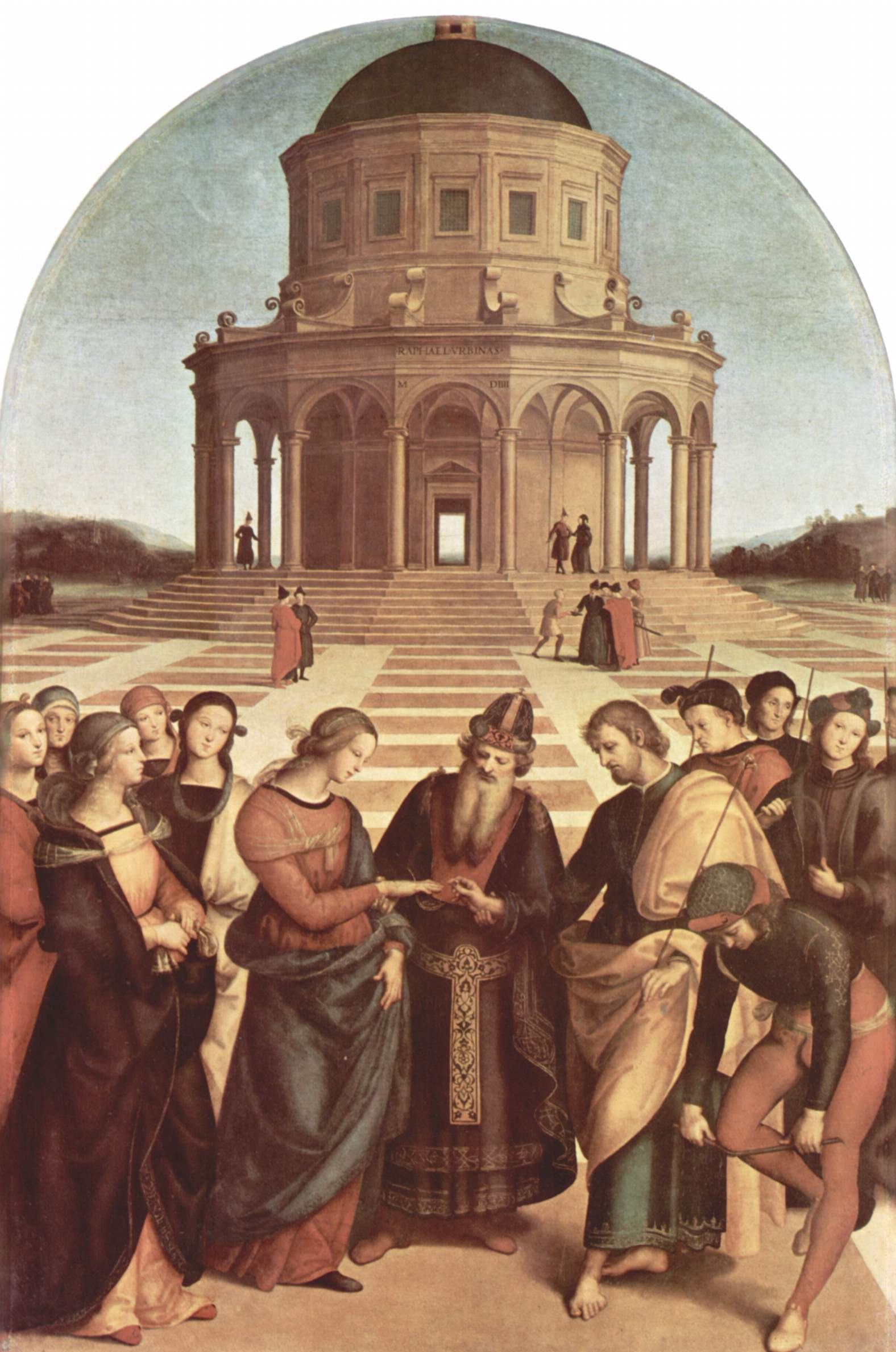
Sposalizio della Vergine của Raffaello

Các Renaissance bắt đầu vào thế kỷ XIV tại Ý, bắt đầu từ sự thức tỉnh nhân bản của Petrarca văn học và Boccaccio. Việc tái khám phá nghệ thuật La Mã, các quan điểm, tỷ lệ trong cơ thể và việc sử dụng ánh sáng cách mạng hóa thế giới nghệ thuật châu Âu.
Cơ sở đầu tiên liên quan của nghệ thuật tượng hình mới là Florence, sau đó là ở một khoảng cách bởi các tòa án khác của bán đảo (Mantua, Ferrara, Urbino...), bởi Rome giáo hoàng. Những người khởi xướng cuộc cách mạng này là nghệ sĩ Filippo Brunelleschi và Leon Battista Alberti cho kiến trúc, Masaccio, Filippo Lippi và Sandro Botticelli cho hội họa, Donatello và Lorenzo Ghiberti cho tác phẩm điêu khắc.
nghệ thuật Venetian phát hiện quan điểm trên không và không bao giờ trải qua trước khi sử dụng màu sắc (Giorgione, Titian).
Vào đêm trước của thế kỷ 16, ba thiên tài đa năng xuất hiện ở phía trước, với một số lĩnh vực (Leonardo da Vinci, Michelangelo Buonarroti và Raffaello Sanzio), người đã tạo ra một số kiệt tác nghệ thuật nổi tiếng nhất phổ quát.

## Rococò

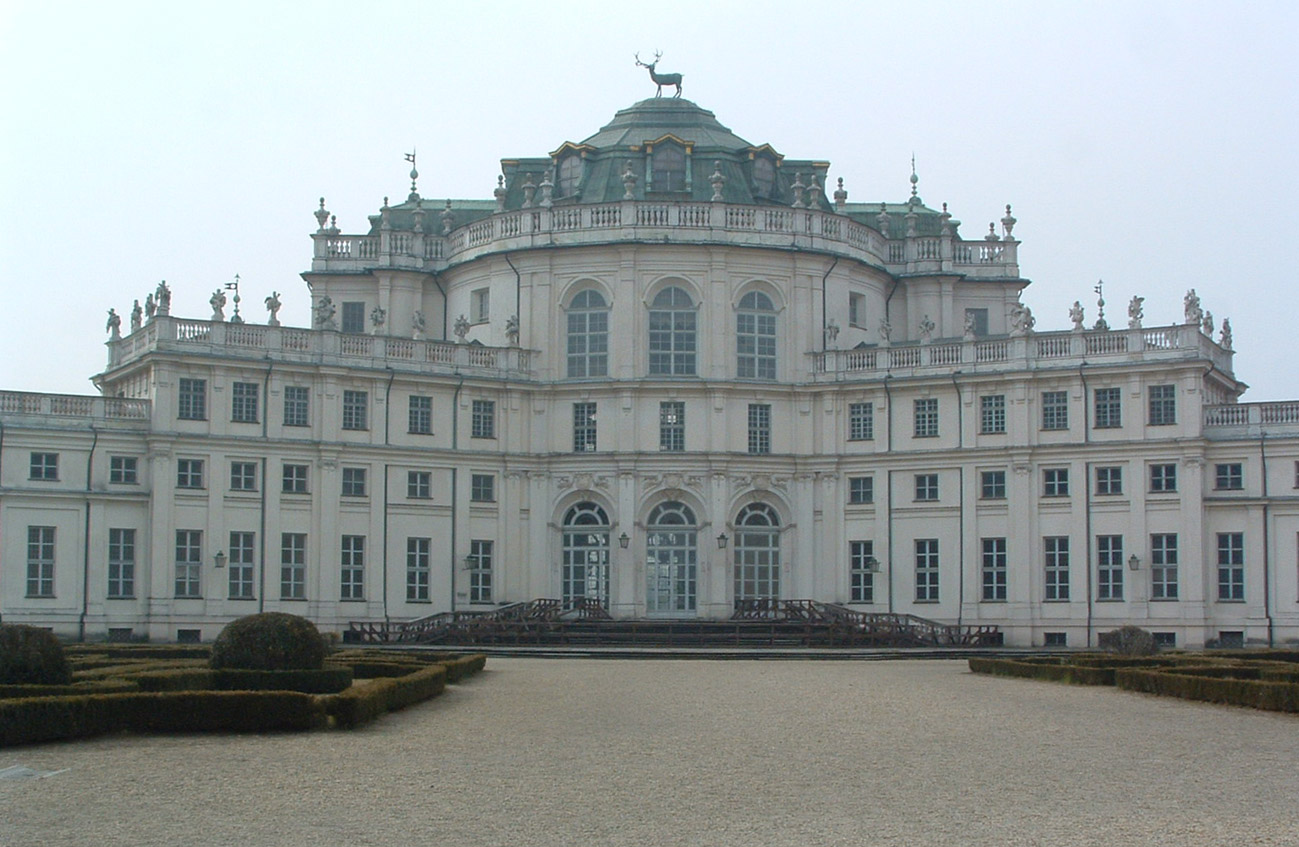
Palazzina di Caccia di Stupinigi

Rococò là một phụ lục trong một giai điệu được đo lường và dễ sống hơn Baroque, diễn ra vào thế kỷ 18.Giambattista Pittoni, Giambattista Tiepolo và Canaletto là họa sĩ chính của thế kỷ 18 của Venezia, là một tham chiếu cho tất cả nghệ thuật thế giới thời đó.Trong số những kiệt tác của thời kỳ đó có Reggia di Caserta hoặc Residenze sabaude.

## Các Tranh của Giới tính
Bức tranh của "cảnh thể loại" là việc dùng hình ảnh của các đối tượng với cảnh và sự kiện từ cuộc sống hàng ngày: ví dụ, thị trường, công việc gia đình, nội thất.. Đại diện các khía cạnh của cuộc sống mỗi ngày, nó đã từ lâu được coi là một loại "bình thường", giá trị thấp hơn nhiều cho bức tranh lịch sử và tôn giáo, nhưng không giống như bức chân dung. Nó bắt đầu được đánh giá cao bởi một vòng tròn nhỏ của nhà sưu tập trước khi giới quý tộc và sau đó là giai cấp tư sản cho đến khi bạn tìm việc cử hành trong thời hiện đại cũng theo nhân chứng thân mật của họ với lịch sử sống.Trong Ý một trong những nghệ sĩ đầu tiên có cảnh thể loại sơn Vincenzo Campi và Bartholomew Passerotti, mà lấy cảm hứng từ Annibale Carracci, với Mangiafagioli và sau đó trong thế kỷ XVIII Gabriele Bella và Pietro Longhi, nhưng trong thế kỷ XIX mà thấy biểu hiện cao nhất của thể loại nghệ thuật mà cũng trở nên rất nội tâm, với Venetian Antonio Rotta, các tác phẩm của ông Các Hope không có trường hợp và Cái chết của gà đã trở thành một số những bức tranh thể loại nổi tiếng nhất của hội họa Ý, mà cũng theo Vincenzo Petrocelli.

## Thế kỷ XX
Thế kỷ XX chứng kiến nhiều dòng chảy văn hóa khác nhau ở Italy ảnh hưởng sâu sắc đến văn hóa phương Tây,đặc biệt trong nghệ thuật thị giác, kiến trúc và điện ảnh.Họa sĩ Giuseppe Pellizza da Volpedo và họa sĩ và nhà điêu khắc Amedeo Modigliani là hai trong số những nghệ sĩ quan trọng nhất của đầu thế kỷ. Trong số các họa sĩ và người khắc khác nổi bật khác của thế kỷ XX, chúng ta không thể không nhắc đến Giorgio Morandi và nhà điêu khắc Giovanni de Martino.

### La Belle Époque
"Belle Époque" (" Bella thời đại ") được sinh ra ở Pháp, đặc biệt là ở Paris, vào cuối thế kỷ XIX, một phần xuất phát từ thực tế lịch sử và một phần từ một cảm giác của hoài cổ trong giai đoạn phát minh và tiến bộ khoa học vô song với những kỷ nguyên quá khứ thể hiện ý tưởng rằng thế kỷ mới, thế kỷ hai mươi, sẽ là một kỷ nguyên của hòa bình và hạnh phúc, nhìn thấy biểu hiện song song và muộn cũng trong thế kỷ tiếp theo, trong số đó người vẽ chân dung Giuseppe Amisani là sự sang trọng cực đoan của các nét và màu sắc tươi mới, nghệ sĩ đã để lại lời khai sau này ở cấp độ quốc tế.

### Hiện thực
Trong Ý các chủ đề hiện thực đã được Antonio Rotta và Giuseppe Pellizza da Volpedo đưa ra sẽ có một phần sau tại Milan, giữa 1950 và 1960 của thế kỷ XX với một nhóm các họa sĩ trẻ, những người sẽ cho cuộc sống theo xu hướng chủ nghĩa hiện thực hiện thực (tranh vẽ) đã đưa ra các chủ đề hiện thực, nhưng phá vỡ các hệ tư tưởng của nó với Mario Bardi.

### Sự trừu tượng và nghệ thuật khái niệm
Abstractionism và Conceptual Art có ở Ý, trong số những người khác, những số mũ này: Ibrahim Kodra, Alberto Burri, Carla Accardi, Piero Dorazio, Emilio Vedova, Piero Manzoni, Mario Radice, Agostino Bonalumi, Enrico Castellani, Lucio Fontana, Giannino Castiglioni, Gio Pomdoro và Arnaldo Pomodoro.

## Nghệ thuật đương đại
Venice Biennale và Rome Quadrennial là những giai đoạn quan trọng nhất đối với nghệ thuật đương đại của Ý. Những thứ này phải được thêm vào Triennale di Milano mà thể chế đề xuất một lĩnh vực hành động rộng hơn bằng cách tương tác với ngành công nghiệp, thế giới sản xuất và nghệ thuật ứng dụng.Trong số các nghệ sĩ của thế hệ mới nhất, họ đã nhận được sự công nhận quốc tế Umberto Pettinicchio, Maurizio Cattelan và Salvatore Garau.

## Các mục có liên quan
- Văn hóa Ý
- Nghệ thuật phương Tây